# Данилюк Олександр Григорович
Олександр Григорович Данилюк (12 вересня 1900, місто Уфа, тепер Башкортостан, Російська Федерація — 27 січня 1955, місто Вінниця) — український радянський діяч, заступник секретаря Вінницького обкому КП(б)У, 1-й секретар Новочеркаського міського комітету ВКП(б), секретар Орджонікідзевського (Ставропольського) крайового комітету ВКП(б) із промисловості.

## Біографія
Народився в робітничій родині. З дванадцятирічного віку працював коногоном на шахті, був каталем і слюсарем на підприємствах міста Копейська на Уралі.
З квітня 1918 року служив у Червоній армії, учасник Громадянської війни в Росії. Брав участь у боях на Оренбурзькому, Ферганському і Закаспійському фронтах.
Член РКП(б) з 1919 року.
З 1925 року — секретар партійної організації Махаринецького цукрового заводу Козятинського району Вінниччини. Потім був секретарем партійного бюро депо станції Козятин, секретарем Козятинського районного комітету КП(б)У.
У 1932 році закінчив Київський машинобудівний інститут.
З 1932 року — інженер, начальник цеху заводу міста Новочеркаська; секретар Новочеркаського міського комітету ВКП(б); секретар Орджонікідзевського (Ставропольського) крайового комітету ВКП(б) із промисловості.
У 1944 (затв. у квітні 1945) — листопаді 1948 року — заступник секретаря Вінницького обласного комітету КП(б)У із промисловості.
У листопаді 1948 — травні 1953 року — завідувач промислового відділу Вінницького обласного комітету КПУ. У травні (затв.) 1953 — січні 1955 року — завідувач промислово-транспортного відділу Вінницького обласного комітету КПУ.
Передчасно помер 27 січня 1955 року в місті Вінниці.

## Військові звання
- воєнінженер 3-го рангу

## Нагороди
- орден Трудового Червоного Прапора
- орден «Знак Пошани» (23.01.1948)
- медаль «За оборону Кавказу»
- медаль «За перемогу над Німеччиною у Великій Вітчизняній війні 1941—1945 рр.»
- медаль «За доблесну працю у Великій Вітчизняній війні 1941—1945 рр.»